# Rijstwafel

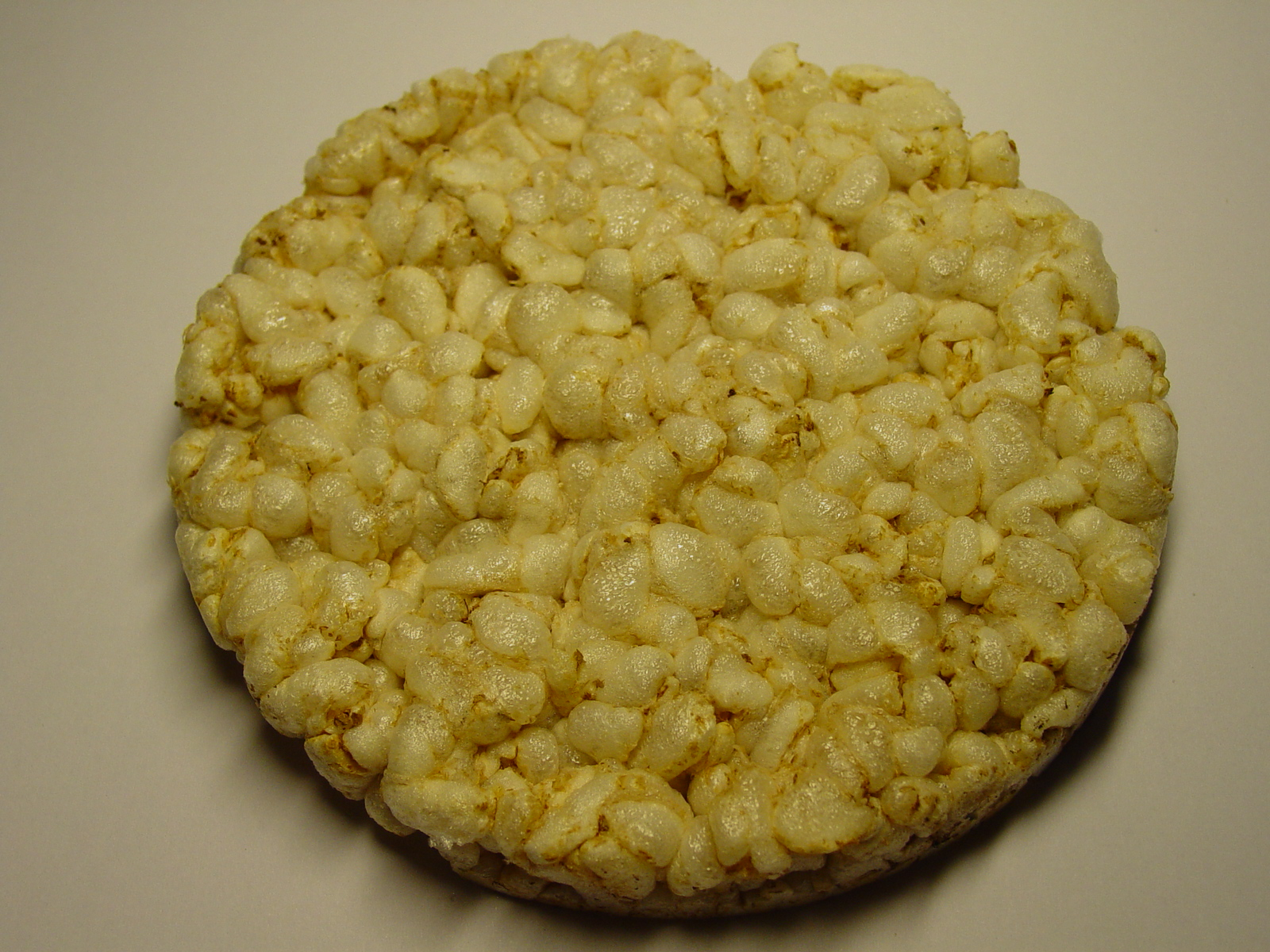
Ronde rijstwafel

Een rijstwafel (niet te verwarren met rijstekoekjes) is een wafel van gepofte rijst. Het kan als tussendoortje worden gegeten, al dan niet met beleg. Met beleg kan het als licht en glutenvrij alternatief voor de boterham worden gegeten. Er zijn verschillende varianten met kaas of barbecuesmaak. Ook zijn er spelt- en glutenvrije rijstwafels.

## Productie
Na de oogst van de rijst wordt deze gepeld en van onzuiverheden zoals steentjes en onrijpe rijst ontdaan. Dan wordt water toegevoegd, en soms ook extra granen, zoals boekweit. Dan wordt de benodigde hoeveelheid rijst gedurende korte tijd verhit in een vorm. Door de hitte verdampt het vocht en kleven de gepofte korrels aan elkaar.